# Eidgenössisches Sängerfest 1905

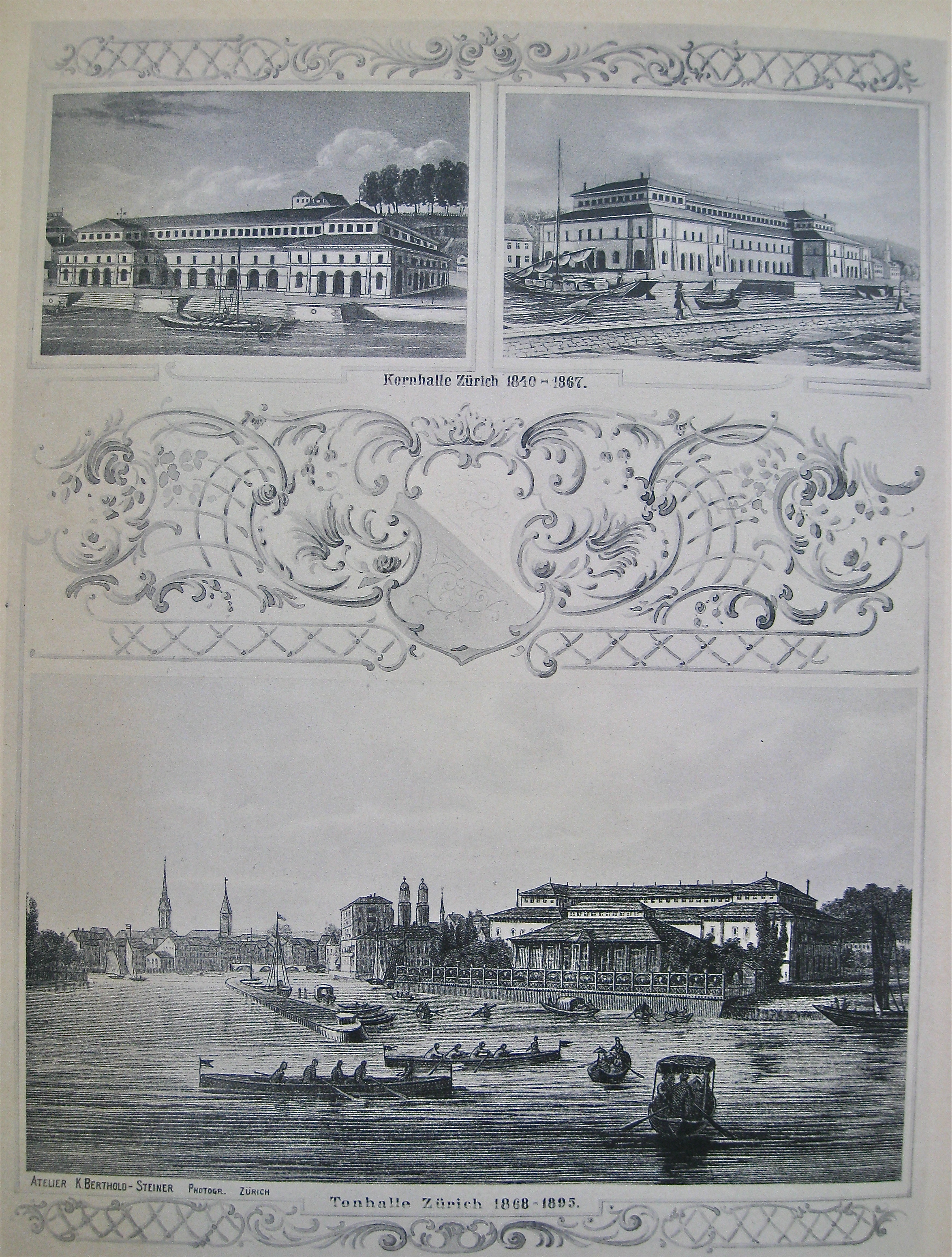
Kornhalle Zürich, Konzertsaal 1840–1867 auf dem heutigen Sechseläuten-Platz (oben); die dortige «Alte Tonhalle», 1868–1895 (unten). An ihrem Platz fand 1905 das Sängerfest statt.

Das 21. Eidgenössische Sängerfest fand vom 14. bis 18. Juli 1905 in Zürich statt. Insgesamt nahmen 8900 Sänger in 122 Vereinen teil. Erstmals wurde das Festprogramm in zwei Tage aufgeteilt, wobei der mittlere Sonntag als Abschluss der ersten und Auftakt der zweiten Hälfte den Höhepunkt bildete.
Organisiert wurde das Fest von den beiden Zürcher Traditionschören «Männerchor» und «Harmonie». Die Gesangsaufführungen wurden in einer Festhalle auf dem Platz der ehemaligen Tonhalle am Zürichsee durchgeführt.
Festpräsident war Stadtpräsident Hans Konrad Pestalozzi. Präsidenten der Preisgerichts waren der Frankfurter Generalmusikdirektor August Glück, der Zürcher Musikdirektor Gottfried Lochbrunner sowie Ernst Reichel aus Bern. Die dreiteilige Gesamtaufführung dirigierten der Wettinger Musikdirektor Karl Attenhofer, der Waadtländer Charles Troyon sowie der schwäbische Musikdirektor Gottfried Angerer.